# Aquificae
Il phylum Aquificae è un insieme di batteri che vivono in condizioni ambientali estreme (estremofili). Sono stati trovati in sorgenti geotermali, pozze sulfuree e bocche geotermali oceaniche, in acque a temperature anche di 85 - 95 °C. Costituiscono gli organismi predominanti nella maggior parte delle sorgenti geotermali terrestri, alcaline o neutre, con temperature superiori a 60°. Sono autotrofi, e sono i produttori primari (fissano il carbonio) di questi ambienti. Appartengono al  
Altri dichiarano che, oltre al genere dentro alle famiglie Aquificaceaee Hydrogenothermaceae, i generi seguenti sono incertae sedis (inclassificati), ma entro gli Aquificae: Balnearium, 
Desulfurobacterium, EX-H1 group, e Thermovibrio.
Cavlier Smith ha presupposto che gli Aquificae sono una parte dei Proteobacteria.